# Sławsko (stacja kolejowa)
Sławsko (ukr. Славське, ros. Славско) – stacja kolejowa w miejscowości Sławsko, w rejonie stryjskim, w obwodzie lwowskim, na Ukrainie.
Stacja istniała przed II wojną światową.